# Junction, Texas
Junction là một thành phố thuộc quận Kimble, tiểu bang Texas, Hoa Kỳ. Năm 2010, dân số của xã này là 2574 người.

## Dân số
- Dân số năm 2000: 2618 người.
- Dân số năm 2010: 2574 người.